# Rubicon. The Triumph and Tragedy of the Roman Republic
Rubicon - The Triumph and Tragedy of the Roman Republic is een non-fictieboek van de Britse schrijver Tom Holland gepubliceerd in 2003. De titel van de Nederlandse vertaling is Rubicon. Het einde van de Romeinse Republiek.
Het historisch boek vertelt het verhaal van het einde van de Romeinse Republiek en de daaropvolgende oprichting van het Romeinse Keizerrijk. Het boek ontleent zijn titel aan de rivier de Rubicon in Noord-Italië. In 49 v.Chr. stak  Julius Caesar deze rivier over met zijn leger en trok naar Rome. Hiermee verbrak hij een heilige wet van de Romeinse Republiek en wierp de natie in een burgeroorlog.
Tom Holland is een historicus uit de narratieve school. Hij vermengt zijn talent om verhalen te vertellen met degelijke historische research. Het resultaat is een boek dat belangrijke personages uit het verleden van de Romeinse Republiek zoals Sulla, Julius Caesar en Cicero tot leven brengt en duidelijk maakt op welke manier ze aan de macht kwamen. Geld, roem, maar ook sluikse manipulaties en intriges werden aangewend voor het behalen van de hoogste prijs: het consulschap.